# Bernstein-Verlag
Der Bernstein-Verlag, Gebr. Remmel in Siegburg wurde am 1. Januar 2002 als Gesellschaft bürgerlichen Rechts (GbR) von  Andreas Remmel und Paul Remmel in Bonn gegründet.

## Geschichte
Der Bernstein-Verlag wurde am 1. Januar 2002 als Gesellschaft bürgerlichen Rechts (GbR) von den Zwillingsbrüdern Andreas Remmel und Paul Remmel, Jahrgang 1972, in Bonn gegründet. 2015 erfolgte zwecks Zusammenlegung mit der Bernstein-Verlagsbuchhandlung [R²] die Sitzverlegung nach Siegburg.
Zunächst als Selbstverlag für die Schriftenreihe »Goethe-Blätter« der von den Verlegern im Jahr 2000 [mit-]gegründeten Goethe-Gesellschaft Siegburg e.V. installiert, entwickelte sich durch intensive Einarbeitung in das Verlagswesen bald ein kleines Programmfeld, das den Grundstein für das heute etablierte Spektrum der Veröffentlichungen legte.
Die Ausbildungsinhalte und eigene Interessen der Unternehmer stecken den Rahmen für das Verlagsprogramm ab: Nach einer Versicherungslehre (PR) bzw. Höherer Handelsschule sowie einem Grundstudium der Katholischen Theologie und Romanistik (AR) wandten sich beide rechtswissenschaftlichen Studien zu, die bis in die Gegenwart mehr und mehr durch das erfreulich wachsende und damit zunehmende Engagement im Verlag abgelöst werden.
Neben einer eigenen, wissenschaftlichen Schriftenreihe, den »Contributiones Bonnenses«, die sich in vier Abteilungen den Hauptgebieten des verlegerischen Schaffens, nämlich Rechtswissenschaft / Ökonomie, Theologie / Philosophie, Geschichte / Altertumswissenschaft und der Literatur- / Kulturwissenschaft widmet, betreut der Bernstein-Verlag u. a. auch die Schriften der Goethe-Gesellschaft Siegburg sowie der Goethe-Gesellschaft Bonn. Auch mit der Kölner Goethe-Gesellschaft besteht ein Kooperationskontakt. Hier übernimmt der Verlag die Drucklegung der Vereinsinformationen.
Insbesondere für Projekte aus dem literarischen Bereich wird das akademische Profil des Programms durch eine nicht- oder populärwissenschaftliche Prägung erweitert; ab 2010 wird das Verlagsprogramm zusätzlich mit einem belletristischen Programmzweig aufwarten. Romane und Co. sollen hier einen publizistischen Bernstein-Platz finden (können).
Ebenfalls erweitert wird das Tätigkeitsfeld durch ein quasi zweigleisiges Programm, das sich der bildenden Kunst zuwendet; zum einen baut der Verlag ein Kunstpostkarten-Programm auf und zum anderen wurde von den Verlegern die »Goethe-Sammlung Bernstein (GSB)« eingerichtet. Diese Sammlung möchte bildenden Künstlern Raum geben, sich auf eigene Art – und eben nicht literarisch – mit dem Thema Goethe auseinanderzusetzen. Von den durch die GSB erworbenen Kunstwerken werden nach Möglichkeit Postkarten gefertigt, die über den Verlag zu beziehen sind.
Das Signet des Hauses bringt das Dasein der Verleger als monozygote Zwillingsbrüder und die – in diesem Fall – daraus resultierende produktive Verbundenheit ins Bild. Eine literarische und freilich auf diesen Umstand hin (um-)gedeutete Anspielung ist in den mottohaft aufgenommenen Goethe-Versen aus dem West-östlichen Divan, Ginkgo Biloba, zu entdecken: »Ist es Ein lebendig Wesen / Das sich in sich selbst getrennt / Sind es zwey, die sich erlesen / Daß man sie als Eines kennt.«
Auch das namengebende Fossil-Harz, der Bernstein, steht in Verbindung zu der Bindungsstruktur der Verleger: der Bernstein wird dem im nördlichen Himmel residierenden Sternzeichen 'Zwilling' zugeordnet. Da im Mai und damit in diesem Tierkreiszeichen geboren, handelt es sich gleichsam um 'doppelte Zwillinge': genetisch und astrologisch.
Seit dem 1. September 2012 bestand neben und ergänzend zum Verlag die Bernstein-Verlagsbuchhandlung, Gebr. Remmel – R² in Siegburg. Diese bot neben einem allgemeinen Sortiment auch die Bernstein-Titel und ein literarisch-musikalisches Kulturprogramm an. Sie wurde zum 31. März 2019 geschlossen.

## Die Goethe-Sammlung Bernstein (GSB)
Durch diese Sammlung wird bildenden Künstlern die Gelegenheit gegeben, sich auf künstlerische und nicht literarische Weise  mit dem Thema Goethe auseinanderzusetzen. Von den durch die GSB erworbenen Kunstwerken werden nach Möglichkeit Postkarten gefertigt, die über den Verlag vertrieben werden.